# بهت
بُهت (به انگلیسی: stupor) حالتی در مرز هوشیاری و ناهوشیاری همراه با عدم فعالیت روانی آشکار و کاهش توانایی در پاسخ دادن به تحریک می‌باشد. این وضعیت شدیدتر از لتارژی است.
 در واقع می‌توان گفت بهت با خواب آلودگی متفاوت است. منظور از خواب آلودگی یعنی وضعیتی که ناشی از کمبود خواب باشد یا بر اثر مصرف دُز نرمال خواب‌آورها و آرامبخش‌های معمولی ایجاد شده باشد.
علل بروز بهت متفاوت است و از علل داخلی مانند افزایش اوره خون، کاهش قند خون، کاهش شدید دمای بدن، برخی مشکلات مربوط به مغز و… تا علل خارجی مانند ضربه به سر یا وقوع انواع شوک‌ها مثل شوک بعد از حادثه می‌توانند باعث بروز آن شوند. اگرچه بهت را می‌توان کمای سطحی نیز دانست اما در ارزیابی مرسوم سطح هشیاری بیماران، بین بهت و کما تفکیک قائل می‌شوند.
درواقع بهت حالتی از کاهش هوشیاری است که در آن بیمار با تحریک بیدار شده پاسخ می‌دهد و بلافاصله پس از قطع تحریک مجدداً به خواب می‌رود. این حالت یک مرحله قبل از کما است. در فاز کما (GCS مساوی یا کمتر از ۸) بیمار علی‌رغم تحریک دردناک، واکنش هدفداری به تحریک نشان نمی‌دهد.